# グランダーテ
グランダーテ（伊: Grandate）は、イタリア共和国ロンバルディア州コモ県にある、人口約2,800人の基礎自治体（コムーネ）。

## 地理

### 位置・広がり
コモ県のコムーネ。県都コモから南南西へ4kmの距離にある。

#### 隣接コムーネ
隣接するコムーネは以下の通り。
- カズナーテ・コン・ベルナーテ
- コーモ
- ルイザーゴ
- モンターノ・ルチーノ
- ヴィッラ・グアルディア

### 地震分類
イタリアの地震リスク階級 (it) では、4 に分類される
。

## 姉妹都市
- Pocé-sur-Cisse、フランス